# Liste des monarques aux règnes les plus longs
Cet article liste les monarques ayant régné le plus longtemps, classés par durée de règne.

## Monarques d'États souverains dont le règne est vérifiable par date exacte
Sont ici listés 25 monarques d'États indépendants ayant régné le plus longtemps et ayant été internationalement reconnus comme souverains pendant la majeure partie, voire la totalité, de leur règne. Les empereurs romains Constantin VIII et Basile II, qui ont régné respectivement pendant 66 ans (962-1028) et 65 ans (960-1025), ne sont pas inclus, car, pendant une partie de ces périodes, ils n'ont régné que nominalement en tant que co-empereurs subalternes aux côtés d'empereurs seniors.
Les situations de régences (et de corégence (en) en tant que monarque « senior ») ne sont pas comptabilisées. Aucune distinction n'est faite entre monarques absolus et constitutionnels ; ainsi, Élisabeth II figure en deuxième position, bien qu'elle ait eu un rôle essentiellement symbolique durant tout son règne.
Le monarque ayant régné le plus longtemps actuellement en vie, Hassanal Bolkiah de Brunei, n'est pas inclus dans la liste car Brunei n'était pas un État souverain avant 1984. Il sera éligible à l'inclusion s'il règne toujours en 2040 et dépasse la longévité de Conrad Ier (56 ans et 99 jours).
| No. | Portrait | Nom                          | État | Règne              | Règne              | Durée   | Durée             | Ref.   |
| No. | Portrait | Nom                          | État | De                 | À                  | (jours) | (années, jours)   | Ref.   |
| --- | -------- | ---------------------------- | --- | ------------------ | ------------------ | ------- | ----------------- | ------ |
| 1   |          | Louis XIV                    | - Royaume de France - Andorre | 14 Mai 1643        | 1er Septembre 1715 | 26 407  | 72 ans, 110 jours | [ 1 ]  |
| 2   |          | Élisabeth II                 | - Royaume-Uni - Canada - Australie - Nouvelle-Zélande | 6 Février 1952     | 8 Septembre 2022   | 25 782  | 70 ans, 214 jours | ,      |
| 3   |          | Bhumibol Adulyadej           | Thaïlande | 9 Juin 1946        | 13 Octobre 2016    | 25 694  | 70 ans, 126 jours | [ 5 ]  |
| 4   |          | Johann II                    | Liechtenstein | 12 Novembre 1858   | 11 Février 1929    | 25 658  | 70 ans, 91 jours  | [ 6 ]  |
| 5   |          | Kʼinich Janaabʼ Pakal Ier    | Palenque | 27 Juillet 615,    | 29 Août 683        | 24 870  | 68 ans, 33 jours  | ,      |
| 6   |          | François-Joseph Ier          | - Empire d'Autriche (1848–1867) - Autriche-Hongrie (1867–1916) | 2 Décembre 1848    | 21 Novembre 1916   | 24 825  | 67 ans, 355 jours | [ 10 ] |
| 7   |          | Chan Imix Kʼawiil (en)       | Copán | 5 Février 628,     | 15 Juin 695        | 24 602  | 67 ans, 130 jours | ,      |
| 8   |          | Ferdinand III                | - Royaume de Sicile (1759–1816) - Royaume des Deux-Siciles (1816–1825) | 6 Octobre 1759     | 4 Janvier 1825     | 23 831  | 65 ans, 90 jours  | [ 15 ] |
| 9   |          | Victoria                     | Royaume-Uni de Grande-Bretagne et d'Irlande | 20 Juin 1837       | 22 Janvier 1901    | 23 226  | 63 ans, 216 jours | [ 16 ] |
| 10  |          | Jacques Ier                  | Couronne d'Aragon | 12 Septembre 1213  | 27 Juillet 1276    | 22 964  | 62 ans, 319 jours | [ 17 ] |
| 11  |          | Empereur Shōwa               | Empire du Japon (1926–1947) Japon (1947–1989) | 25 Décembre 1926   | 7 Janvier 1989     | 22 659  | 62 ans, 13 jours  | [ 18 ] |
| 12  |          | Kangxi.                      | Empire de Chine | 5 Février 1661     | 20 Décembre 1722   | 22 597  | 61 ans, 318 jours | [ 19 ] |
| 13  |          | Honoré III                   | Monaco | 29 Décembre 1731   | 13 Janvier 1793    | 22 296  | 61 ans, 15 jours  | ,      |
| 14  |          | Itzamnaaj Bahlam III (en),   | Yaxchilan | 20 Octobre 681,    | 15 Juin 742        | 22 153  | 60 ans, 238 jours |        |
| 15  |          | Kʼakʼ Tiliw Chan Yopaat (en) | Quiriguá | 29 Décembre 724,   | 27 Juillet 785     | 22 125  | 60 ans, 210 jours | ,      |
| 16  |          | Qianlong                     | Empire de Chine | 18 Octobre 1735    | 9 Février 1796     | 22 029  | 60 ans, 114 jours | [ 24 ] |
| 17  |          | Christian IV                 | Danemark-Norvège | 4 Avril 1588       | 28 Février 1648    | 21 879  | 59 ans, 330 jours | [ 25 ] |
| 18  |          | George III                   | - Électorat de Brunswick-Lunebourg (1760–1820) - Royaume de Grande-Bretagne (1760–1800) - Royaume d'Irlande (1760–1800) - Royaume-Uni de Grande-Bretagne et d'Irlande (1801–1820) | 25 Octobre 1760    | 29 Janvier 1820    | 21 644  | 59 ans, 96 jours  | [ 26 ] |
| 19  |          | Louis XV                     | - Royaume de France - Andorre | 1er Septembre 1715 | 10 Mai 1774        | 21 436  | 58 ans, 251 jours | [ 27 ] |
| 20  |          | Pierre II                    | Empire du Brésil | 7 Avril 1831       | 15 Novembre 1889   | 21 407  | 58 ans, 222 jours | [ 28 ] |
| 21  |          | Al-Mustansir Billah          | Califat fatimide | 13 Juin 1036       | 29 Décembre 1094,  | 21 383  | 58 ans, 199 jours |        |
| 22  |          | Nicolas Ier                  | - Principauté du Monténégro (1860–1910) - Royaume du Monténégro (1910–1918) | 13 Août 1860       | 26 Novembre 1918   | 21 288  | 58 ans, 105 jours | [ 33 ] |
| 23  |          | Wilhelmine                   | Pays-Bas | 23 Novembre 1890   | 4 Septembre 1948   | 21 104  | 57 ans, 286 jours | [ 34 ] |
| 24  |          | Jacques VI et Ier            | Royaume d'Écosse | 24 Juillet 1567    | 27 Mars 1625       | 21 066  | 57 ans, 246 jours | [ 35 ] |
| 25  |          | Conrad Ier                   | Royaume d'Arles | 12 Juillet 937,    | 19 Octobre 993     | 20 553  | 56 ans, 99 jours  | [ 36 ] |